# Setodes retinaculus
Setodes retinaculus är en nattsländeart som beskrevs av G. Marlier 1965. Setodes retinaculus ingår i släktet Setodes och familjen långhornssländor. Inga underarter finns listade i Catalogue of Life.